# Чилик (игра)
Чиликът е детска игра, предимно за момчета. В нея участват двама или повече играчи. Чиликът е едно дълго 12-18 см, одялано четвъртито дръвце, с дебелина 2-2,5 см и изострено в двата края. На четирите му страни има изрязани с римски цифри по едно от следните числа – I, III, V или X. На земята се изкопава продълговато трапче с ширина 10-15 см и дълбочина 3-4 см.

## Правила на играта
Меренето става на пръчка, както при гъската. Този, който остане, залага чилика напречно на продълговатото трапче. Един от играчите, определен по реда на меренето, мушва края на пръчката си в трапчето под чилика и го отхвърля, колкото се може по надалеч. Залагащият в това време се намира на 15-20 крачки от това трапче по посока, на където ще бъде отхвърлен чиликът и се мъчи със своята пръчка да го посрещне и спре, да го върне назад, по-близо до трапчето. Отхвърлилият чилика играч залага на мястото на чилика своята пръчка. Залагащият чилика се стреми да я улучи с чилика, за да бъде сменен. Ако не успее, отива се при чилика и се гледа числото на горната му страна. Ако е на ръб е кълъч, е недействителен и се подхвърля да падне правилно. Играещият залага сам чилика при трапчето, удря го с пръчката по заострения край и той подскача. Играчът в този момент се стреми да го удари и изпрати надалеч. След като чиликът падне на земята отново се повтаря същото толкова пъти, колкото е показало числото. От последното място, където е паднал чиликът, играещият започва да мери разстоянието до трапчето с дължината на пръчката и набира толкова точки, колкото пъти се е нанесла пръчката му. След като стигнат до трапчето, залагащият поставя чилика на мястото му, за да играе следващият играч. Това продължава до смяна след улучване или от следващия по ред. Набралият най-малко точки е омалачен, т.е. бит в играта. Играта развива сръчност, точност, физиката цялостно умение да изработиш хубав чилик и кривачка.